# Thomas C. Hart
Thomas C. Hart (Davison, 1877. június 12. – Sharon, 1971. július 4.) az Amerikai Egyesült Államok szenátora (Connecticut, 1945–1946).